# Temnora reutlingeri
Temnora reutlingeri är en fjärilsart som beskrevs av Holland 1889. Temnora reutlingeri ingår i släktet Temnora och familjen svärmare. Inga underarter finns listade i Catalogue of Life.